# 山口県道240号湯ノ口美祢線
山口県道240号湯ノ口美祢線（やまぐちけんどう240ごう ゆのくちみねせん）は、山口県美祢市を通る一般県道である。

## 概要
美祢市美東町真名から美祢市大嶺町奥分に至る。

### 路線データ
- 起点：美祢市美東町真名（湯ノ口交差点、山口県道28号小郡三隅線交点、山口県道31号美東秋芳西寺線起点）
- 終点：美祢市大嶺町奥分（山口県道38号美祢油谷線交点）

## 歴史
- 1972年（昭和47年）3月21日 - 山口県告示第210号により認定される。

前身は山口県道174号綾木美祢線（路線番号は旧番号）。同路線が美祢市美東町真名まで延長されて成立した路線である。

## 路線状況

### 重複区間
- 山口県道31号美東秋芳西寺線・山口県道501号山口秋吉台公園自転車道線（美祢市美東町真名・湯ノ口交差点（起点） - 美祢市美東町真名・十文字交差点）
- 国道490号（美祢市美東町真名・十文字交差点 - 美祢市美東町真名・真名交差点）
- 山口県道30号小野田美東線（美祢市美東町真名・十文字交差点 - 美祢市美東町綾木・植竹交差点）
- 山口県道28号小郡三隅線（美祢市美東町綾木・柿ノ木原交差点 - 美祢市美東町綾木・植竹交差点）
- 国道435号（美祢市美東町綾木・植竹交差点 - 美祢市美東町大田）
- 山口県道501号山口秋吉台公園自転車道線（美祢市秋芳町岩永下郷）
- 山口県道339号東吉部秋吉線（美祢市秋芳町岩永下郷）
- 国道435号（美祢市秋芳町岩永下郷）

### 道路施設

#### トンネル
- 御山トンネル：延長257 m、2004年（平成16年）竣工、美祢市、国道435号重複区間内

## 地理

### 通過する自治体
- 山口県
  - 美祢市

### 交差する道路
| 交差する道路 | 交差する場所   | 交差する場所           |
| --- | -------------- | ---------------------- |
| 山口県道28号小郡三隅線 山口県道31号美東秋芳西寺線 重複区間起点 山口県道501号山口秋吉台公園自転車道線 重複区間起点                                       | 美東町真名     | 湯ノ口交差点 / 起点    |
| 国道490号 重複区間起点 山口県道30号小野田美東線 重複区間起点 山口県道31号美東秋芳西寺線 重複区間終点 山口県道501号山口秋吉台公園自転車道線 重複区間終点 | 美東町真名     | 十文字交差点           |
| 国道490号 重複区間終点 | 美東町真名     | 真名交差点             |
| 山口県道28号小郡三隅線 重複区間起点 | 美東町綾木     | 柿ノ木原交差点         |
| 国道435号 重複区間起点 山口県道28号小郡三隅線 重複区間終点 山口県道30号小野田美東線 重複区間終点                                                        | 美東町綾木     | 植竹交差点             |
| 国道490号 / 小郡萩道路 | 美東町綾木     | 秋吉台IC               |
| 国道435号 重複区間終点 | 美東町大田     |                        |
| 山口県道31号美東秋芳西寺線 | 秋芳町岩永下郷 | 御坊（おんぼう）交差点 |
| 山口県道501号山口秋吉台公園自転車道線 重複区間起点 | 秋芳町岩永下郷 |                        |
| 山口県道339号東吉部秋吉線 重複区間起点 山口県道501号山口秋吉台公園自転車道線 重複区間終点                                                               | 秋芳町岩永下郷 |                        |
| 山口県道339号東吉部秋吉線 重複区間終点 | 秋芳町岩永下郷 |                        |
| 国道435号 重複区間起点 | 秋芳町岩永下郷 | 山露交差点             |
| 国道435号 重複区間終点 | 秋芳町岩永下郷 |                        |
| 国道316号 | 大嶺町東分     | 曽根交差点             |
| 山口県道38号美祢油谷線 | 大嶺町奥分     | 終点                   |

### 交差する鉄道
- 美祢線

### 沿線
- 美祢市立綾木小学校
- 美祢市岩永出張所
- 山口県畜産試験場
- 山口県立青嶺高等学校
- 成進高等学校
- 岩永郵便局
- 美祢ダム
- 美祢ニュータウン来福台
- JR西日本美祢線 大嶺支線廃線跡